# Fargoa bartschi
Fargoa bartschi är en snäckart som först beskrevs av Winkley 1909.  Fargoa bartschi ingår i släktet Fargoa och familjen Pyramidellidae. Inga underarter finns listade i Catalogue of Life.